# Список виробників велосипедів
Нижче представлено список виробників велосипедів по всьому світу, відсортованих за абеткою з позначенням країни компанії-виробника. У списку наявні виробники, які не тільки спеціалізуються на виробництві велосипедів, але й також двоколесих та інших транспортних засобів. Біля деяких компаній-виробників поруч наведені власні торгові марки, під якими випускається велопродукція.
У списку представлені тільки діючі (незакриті) компанії-виробники, більшість з яких розташовані у США. Всього представлено більше 300-х найбільших компаній-виробників, в тому числі серед яких й українські.

## A
| Компанія-виробник      | Торгові марки                      | Країна          | Офіційний сайт                                 |
| ---------------------- | ---------------------------------- | --------------- | ---------------------------------------------- |
| A-bike                 | A-bike™                            | Велика Британія | [Архівовано 1 вересня 2017 у Wayback Machine.] |
| Adler                  |                                    | Німеччина       | [Архівовано 2 вересня 2017 у Wayback Machine.] |
| Addmotor               |                                    | США             | [Архівовано 1 березня 2022 у Wayback Machine.] |
| Abici                  |                                    | Італія          | [Архівовано 6 жовтня 2015 у Wayback Machine.]  |
| Aist                   |                                    | Білорусь        | [Архівовано 1 вересня 2017 у Wayback Machine.] |
| Alan Bike              |                                    | Італія          | [Архівовано 29 серпня 2017 у Wayback Machine.] |
| Alcyon                 | Alcyon™                            | Франція         | [Архівовано 2 вересня 2017 у Wayback Machine.] |
| American Bicycle Group | Litespeed™, Merlin™, Quintana Roo™ | США             | [Архівовано 31 серпня 2017 у Wayback Machine.] |
| American Sports Design | AirBorne™                          | США             | [Архівовано 15 грудня 2021 у Wayback Machine.] |
| Apollo                 | Apollo™                            | Австралія       | [Архівовано 14 травня 2020 у Wayback Machine.] |
| Aprilia                |                                    | Італія          | [Архівовано 5 вересня 2017 у Wayback Machine.] |
| Argon 18               |                                    | Канада          | [Архівовано 5 вересня 2015 у Wayback Machine.] |
| Atala                  |                                    | Італія          | [Архівовано 5 жовтня 2010 у Wayback Machine.]  |
| Atom Bicycles Ltd.     | Frenchie™                          | Канада          | [Архівовано 20 грудня 2016 у Wayback Machine.] |
| Author                 | Author™                            | Чехія           | [Архівовано 18 травня 2013 у Wayback Machine.] |
| Avanti                 |                                    | Нова Зеландія   | [Архівовано 20 серпня 2008 у Wayback Machine.] |

## B
| Компанія-виробник         | Торгові марки      | Країна          | Офіційний сайт                                   |
| ------------------------- | ------------------ | --------------- | ------------------------------------------------ |
| Banshee bikes             | Banshee™           | Канада          | [Архівовано 3 вересня 2017 у Wayback Machine.]   |
| Barcroft Cycles           |                    | США             | [Архівовано 2 вересня 2017 у Wayback Machine.]   |
| Basso                     |                    | Італія          | [Архівовано 2 вересня 2017 у Wayback Machine.]   |
| Batavus                   |                    | Нідерланди      | [Архівовано 4 квітня 2013 у Wayback Machine.]    |
| Battaglin                 | Battaglin™         | Італія          | [Архівовано 2 вересня 2017 у Wayback Machine.]   |
| Beistegui Hermanos        |                    | Іспанія         | [Архівовано 18 травня 2015 у Wayback Machine.]   |
| BeOne                     |                    | Нідерланди      | [Архівовано 31 серпня 2017 у Wayback Machine.]   |
| BerGaMont                 |                    | Німеччина       | [Архівовано 17 січня 2016 у Wayback Machine.]    |
| BE-S CO.,LTD              | DOPPELGANGER™      | Японія          | [Архівовано 1 вересня 2017 у Wayback Machine.]   |
| BH                        |                    | Іспанія         | [Архівовано 13 жовтня 2017 у Wayback Machine.]   |
| Bianchi                   |                    | Італія          | [Архівовано 22 жовтня 2010 у Wayback Machine.]   |
| Bickerton                 |                    | Велика Британія | [Архівовано 2 вересня 2017 у Wayback Machine.]   |
| Big Cat HPV               | Catrike™, Catbike™ | США             | [Архівовано 16 червня 2021 у Wayback Machine.]   |
| Bike Friday               | Tikit™             | США             | [Архівовано 8 лютого 2016 у Wayback Machine.]    |
| Bikevalley Co., Ltd.      | Tara Bike™         | Південна Корея  |                                                  |
| Bilenky Cycle Works, Ltd. |                    | США             | [Архівовано 2 вересня 2017 у Wayback Machine.]   |
| Biomega                   |                    | Данія           | [Архівовано 21 жовтня 2017 у Wayback Machine.]   |
| BIRIA                     |                    | Німеччина       | [Архівовано 12 березня 2022 у Wayback Machine.]  |
| BMC                       |                    | Швейцарія       |                                                  |
| BMW                       |                    | Німеччина       | [недоступне посилання з липня 2019]              |
| Boardman Bikes            |                    | Велика Британія | [Архівовано 29 березня 2016 у Wayback Machine.]  |
| Bohemian Bicycles         |                    | США             | [Архівовано 2 вересня 2017 у Wayback Machine.]   |
| Bottecchia                |                    | Італія          | [Архівовано 4 вересня 2017 у Wayback Machine.]   |
| Brave Machine             |                    | Німеччина       |                                                  |
| Bridgestone               |                    | Японія          | [Архівовано 31 серпня 2017 у Wayback Machine.]   |
| British Eagle             |                    | Велика Британія | [Архівовано 2 вересня 2017 у Wayback Machine.]   |
| Brodie Bicycles           |                    | Канада          |                                                  |
| Brompton                  |                    | Велика Британія | [Архівовано 13 вересня 2013 у Wayback Machine.]  |
| Brooklyn Machine Works    |                    | США             | [Архівовано 31 серпня 2017 у Wayback Machine.]   |
| Brunswick Corporation     |                    | США             | [Архівовано 2 листопада 2019 у Wayback Machine.] |
| Bulls                     |                    | Німеччина       | [Архівовано 11 травня 2020 у Wayback Machine.]   |

## C
| Компанія-виробник               | Торгові марки | Країна     | Офіційний сайт                                    |
| ------------------------------- | ------------- | ---------- | ------------------------------------------------- |
| Campagnolo                      |               | Італія     | [Архівовано 27 жовтня 2017 у Wayback Machine.]    |
| Cannondale                      |               | США        | [Архівовано 6 березня 2008 у Wayback Machine.]    |
| Canyon Bicycles                 |               | Німеччина  | [Архівовано 13 грудня 2020 у Wayback Machine.]    |
| Caloi                           |               | Бразилія   | [Архівовано 2 вересня 2017 у Wayback Machine.]    |
| Carraro                         |               | Італія     | [Архівовано 29 листопада 2021 у Wayback Machine.] |
| Cateye                          |               | Японія     | [Архівовано 25 серпня 2017 у Wayback Machine.]    |
| Cervélo                         |               | Канада     | [Архівовано 4 травня 2021 у Wayback Machine.]     |
| Chris King Precision Components | Cilo™         | США        | [Архівовано 14 жовтня 2017 у Wayback Machine.]    |
| CHUMBA Racing                   |               | США        | [Архівовано 26 грудня 2018 у Wayback Machine.]    |
| Cicli Pinarello S.p.A           | Pinarello™    | Італія     | [Архівовано 2 листопада 2020 у Wayback Machine.]  |
| Cinelli                         |               | Італія     | [Архівовано 16 жовтня 2016 у Wayback Machine.]    |
| Ciocc                           |               | Італія     | [Архівовано 23 грудня 2021 у Wayback Machine.]    |
| Colony BMX                      |               | Австралія  | [Архівовано 2 вересня 2017 у Wayback Machine.]    |
| Comanche                        |               | Україна    |                                                   |
| Co-Motion Cycles Inc.           |               | США        | [Архівовано 27 грудня 2008 у Wayback Machine.]    |
| Commencal                       |               | Андорра    | [Архівовано 28 серпня 2008 у Wayback Machine.]    |
| Corima                          |               | Франція    | [Архівовано 3 вересня 2017 у Wayback Machine.]    |
| Corratec                        |               | Німеччина  | [Архівовано 1 лютого 2020 у Wayback Machine.]     |
| Cortina cycles                  |               | США        | [Архівовано 14 червня 2006 у Wayback Machine.]    |
| CTM                             |               | Словаччина | [Архівовано 16 травня 2020 у Wayback Machine.]    |
| CUBE Bikes                      |               | Німеччина  | [Архівовано 2 липня 2012 у Wayback Machine.]      |
| Colnago                         |               | Італія     | [Архівовано 25 червня 2018 у Wayback Machine.]    |
| CLASSIC Bicycles                |               | Австралія  | [Архівовано 4 березня 2020 у Wayback Machine.]    |
| Cyfac International             | Cyfac™        | Франція    | [Архівовано 21 серпня 2017 у Wayback Machine.]    |

## D
| Компанія-виробник               | Торгові марки                                                                                               | Країна               | Офіційний сайт                                    |
| ------------------------------- | --- | -------------------- | ------------------------------------------------- |
| Da Bomb Bike                    | | Китайська Республіка | [Архівовано 23 вересня 2017 у Wayback Machine.]   |
| Dahon, Inc.                     | Dahon™ | США                  | [Архівовано 26 серпня 2017 у Wayback Machine.]    |
| Dawes Cycles                    | Dawes™ | Велика Британія      | [Архівовано 13 травня 2005 у Wayback Machine.]    |
| De Rosa Ugo & Figli Srl De Rosa | | Італія               | [Архівовано 27 жовтня 2009 у Wayback Machine.]    |
| Devinci Cycles                  | | Канада               | [Архівовано 6 вересня 2020 у Wayback Machine.]    |
| Derby International             | Univega™ | Німеччина            | [Архівовано 28 листопада 2010 у Wayback Machine.] |
| Diamant Fahrradwerke AG         | | Німеччина            | [Архівовано 8 березня 2021 у Wayback Machine.]    |
| Diamondback                     | | Німеччина            | [Архівовано 12 травня 2020 у Wayback Machine.]    |
| DirtParade                      | | Чехія                | [Архівовано 9 вересня 2013 у Wayback Machine.]    |
| DK                              | | США                  | [Архівовано 29 січня 2022 у Wayback Machine.]     |
| Dorel Industries Inc.           | Cannondale™, Iron Horse™, GT bicycles™                                                                      | Канада               | [Архівовано 18 квітня 2021 у Wayback Machine.]    |
| Drag Bicycles                   | DRAG™ | Болгарія             | [Архівовано 3 вересня 2017 у Wayback Machine.]    |
| Dynacraft BSC, Inc.             | Anza™, Next™, Barbie™, Ozone 500™, Rhino™, Hot Wheels™, Triax™, Magna™, Vertical™, Malibu™, Avigo™, Sonoma™ | США                  |                                                   |
| Dynamic Bicycles Inc.           | | США                  | [Архівовано 16 березня 2022 у Wayback Machine.]   |

## E

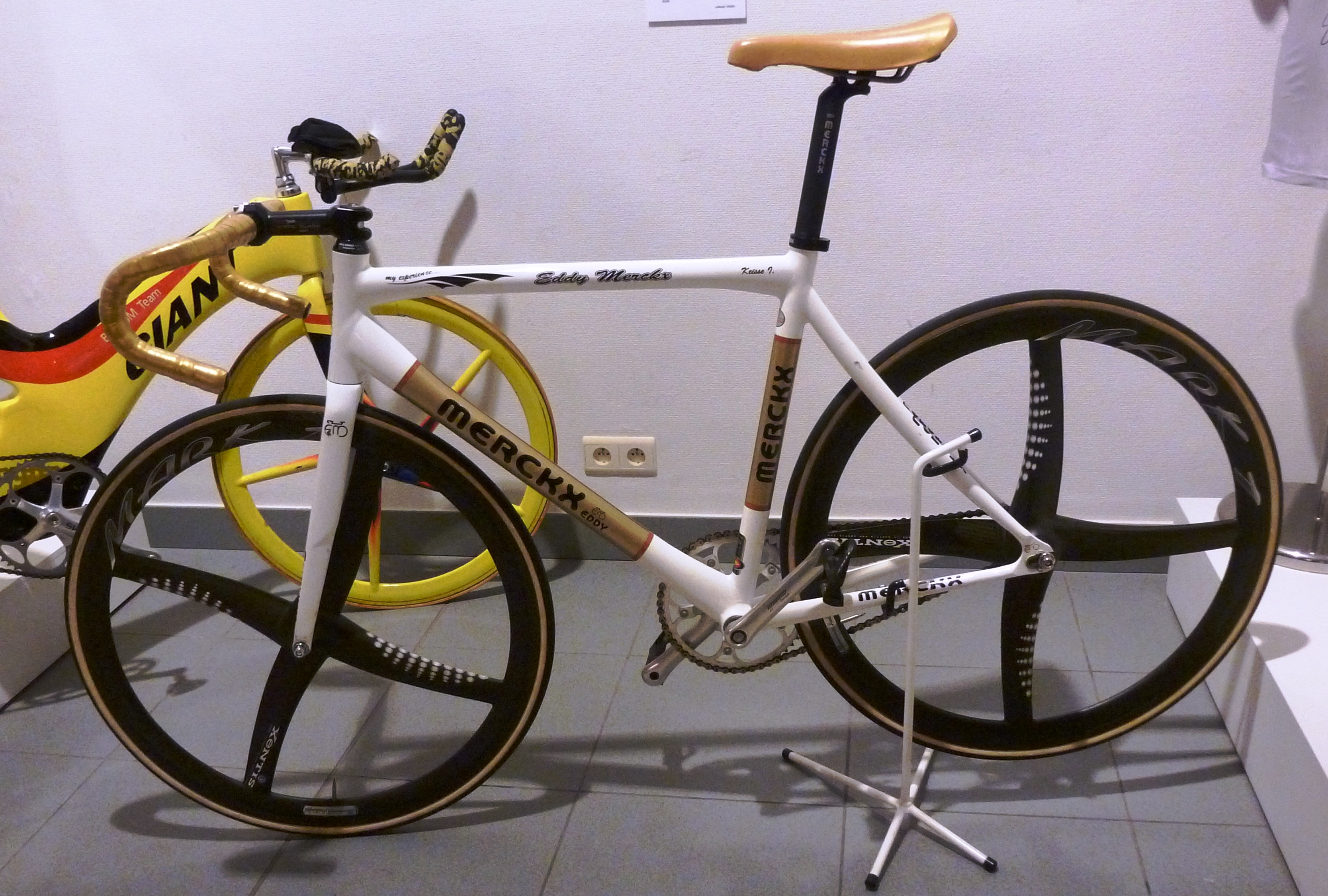
Велосипед компанії Eddy Merckx Cycles

| Компанія-виробник              | Торгові марки                     | Країна               | Офіційний сайт |
| ------------------------------ | --------------------------------- | -------------------- | --- |
| ECHO Bicycles                  | Echo™, Zoo™, GU™, CZAR™, ADAMANT™ | Китайська Республіка | [Архівовано 2 вересня 2017 у Wayback Machine.]                                                                      |
| Eddy Merckx Cycles             | Wiemu™                            | Бельгія              | |
| Electra Bicycle Company, LLC   | Electra™                          | США                  | electrabikes.com.ua [Архівовано 23 березня 2022 у Wayback Machine.], [Архівовано 28 травня 2020 у Wayback Machine.] |
| ELEMENT TECHNIC CO.            | Element™                          | Китайська Республіка | [Архівовано 25 серпня 2017 у Wayback Machine.]                                                                      |
| Ellsworth Handcrafted Bicycles |                                   | США                  | [Архівовано 13 лютого 2022 у Wayback Machine.]                                                                      |
| Enigma Titanium Limited        | Enigma™                           | Велика Британія      | [Архівовано 20 вересня 2017 у Wayback Machine.]                                                                     |
| Epple                          | Epple™                            | Німеччина            | [Архівовано 2 вересня 2017 у Wayback Machine.]                                                                      |
| EXE RACE                       |                                   | Чехія                | |

## F
| Компанія-виробник                          | Торгові марки                          | Країна          | Офіційний сайт |
| ------------------------------------------ | -------------------------------------- | --------------- | --- |
| Falcon Cycles Ltd.                         | Falcon™, British Eagle™, Claud Butler™ | Велика Британія | [Архівовано 2 вересня 2017 у Wayback Machine.]                                                                            |
| Felt Racing                                |                                        | США             | [Архівовано 2 вересня 2017 у Wayback Machine.]                                                                            |
| Fezzari Bicycles                           |                                        | США             | [Архівовано 11 березня 2022 у Wayback Machine.]                                                                           |
| Forward (ООО Форвард)                      | Forward™, Format™                      | Росія           | forwardvelo.ru [Архівовано 4 вересня 2017 у Wayback Machine.] format.bike [Архівовано 15 березня 2022 у Wayback Machine.] |
| Focus                                      |                                        | Німеччина       | [Архівовано 12 травня 2020 у Wayback Machine.]                                                                            |
| FRW                                        |                                        | Італія          | [Архівовано 1 серпня 2015 у Wayback Machine.]                                                                             |
| Flybikes                                   |                                        | Іспанія         | [Архівовано 1 вересня 2017 у Wayback Machine.]                                                                            |
| Flying Pigeon Cycle Manufacturing Co., Ltd |                                        | Китай           | |
| Fuji Bikes                                 |                                        | США             | [Архівовано 7 жовтня 2016 у Wayback Machine.]                                                                             |

## G
| Компанія-виробник        | Торгові марки                                       | Країна               | Офіційний сайт                                    |
| ------------------------ | --------------------------------------------------- | -------------------- | ------------------------------------------------- |
| Gazelle                  |                                                     | Нідерланди           | [Архівовано 15 жовтня 2017 у Wayback Machine.]    |
| Gary Fisher              |                                                     | США                  |                                                   |
| GAMMA                    |                                                     | Китайська Республіка | [недоступне посилання з липня 2019]               |
| Ghost                    |                                                     | Німеччина            | [Архівовано 15 березня 2022 у Wayback Machine.]   |
| Giant                    |                                                     | Китайська Республіка | [Архівовано 13 серпня 2018 у Wayback Machine.]    |
| Gitane                   |                                                     | Франція              | [Архівовано 1 вересня 2017 у Wayback Machine.]    |
| Grimaldi Industri AB     | Bianchi™, Crescent™, Everton™, Monark™, Gitane DBS™ | Швеція               | [Архівовано 25 жовтня 2020 у Wayback Machine.]    |
| GT Bicycles              |                                                     | США                  | [Архівовано 24 травня 2020 у Wayback Machine.]    |
| Guerciotti Export S.r.L. | Guerciotti™                                         | Італія               | [ Архівовано 2 вересня 2017 у Wayback Machine . ] |
| GUYLAINE                 |                                                     | Німеччина            | [Архівовано 18 січня 2022 у Wayback Machine.]     |

## H
| Компанія-виробник | Торгові марки | Країна    | Офіційний сайт                                  |
| ----------------- | ------------- | --------- | ----------------------------------------------- |
| Haro Bikes        |               | США       | [Архівовано 29 вересня 2020 у Wayback Machine.] |
| Hampsten          |               | США       | [Архівовано 25 серпня 2017 у Wayback Machine.]  |
| Hase bikes        |               | Німеччина | [Архівовано 11 серпня 2021 у Wayback Machine.]  |
| Haibike           |               | Німеччина | [Архівовано 4 вересня 2016 у Wayback Machine.]  |
| Hero cycles Ltd.  |               | Індія     | [Архівовано 7 серпня 2011 у Wayback Machine.]   |
| Hot-Chili         |               | Німеччина | [Архівовано 21 грудня 2017 у Wayback Machine.]  |
| HP Velotechnik    |               | Німеччина | [Архівовано 8 серпня 2012 у WebCite]            |
| Huffy Corporation |               | США       | [Архівовано 3 вересня 2017 у Wayback Machine.]  |

## I
| Компанія-виробник             | Торгові марки | Країна          | Офіційний сайт                                    |
| ----------------------------- | ------------- | --------------- | ------------------------------------------------- |
| Ibis Bikes Inc.               |               | США             | [Архівовано 3 вересня 2017 у Wayback Machine.]    |
| Ideal Bikes                   |               | Греція          | [Архівовано 3 вересня 2017 у Wayback Machine.]    |
| Independent Fabrication, Inc. |               | США             | [Архівовано 26 березня 2022 у Wayback Machine.]   |
| Indian Motocycle              |               | США             | [Архівовано 4 вересня 2017 у Wayback Machine.]    |
| Insera                        |               | Індонезія       | [Архівовано 5 серпня 2020 у Wayback Machine.]     |
| Intense                       |               | США             | [Архівовано 15 березня 2022 у Wayback Machine.]   |
| Iride Bicycles                | Iride™        | Італія          | [Архівовано 12 вересня 2017 у Wayback Machine.]   |
| Iron Horse Bicycles, LLC      |               | Канада          | [Архівовано 23 листопада 2020 у Wayback Machine.] |
| Islabikes                     |               | Велика Британія | [Архівовано 3 вересня 2017 у Wayback Machine.]    |
| Izh-Bike Bicycles             |               | Росія           | [Архівовано 24 березня 2022 у Wayback Machine.]   |

## J

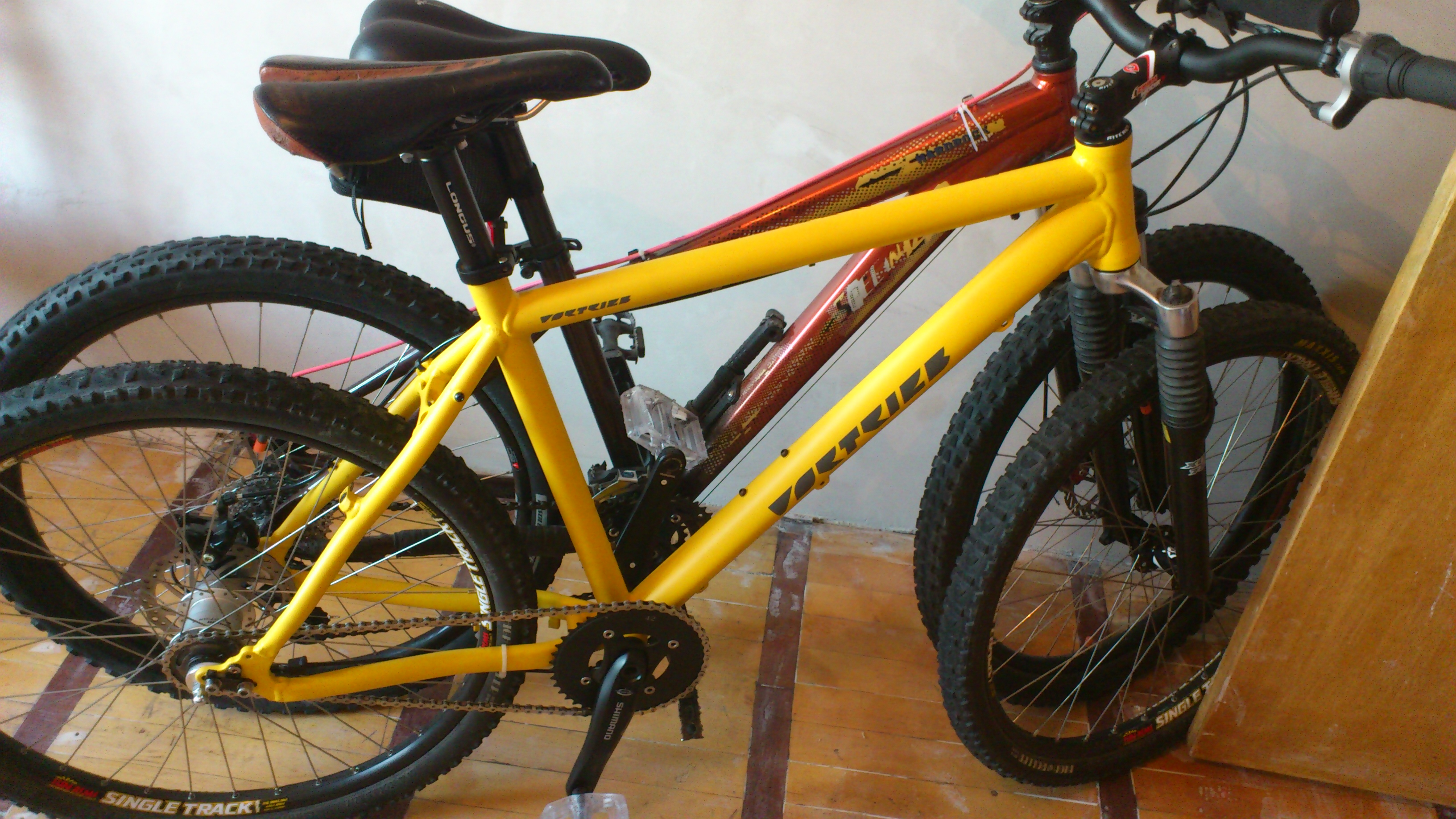
Велосипед компанії JBS

| Компанія-виробник | Торгові марки         | Країна     | Офіційний сайт                                 |
| ----------------- | --------------------- | ---------- | ---------------------------------------------- |
| Jamis Bicycles    |                       | США        | [Архівовано 3 лютого 2022 у Wayback Machine.]  |
| Jan Janssen       |                       | Нідерланди | [Архівовано 3 вересня 2017 у Wayback Machine.] |
| JBS GmbH & Co.    | Vortrieb™, DRÖSSIGER™ | Німеччина  | [Архівовано 3 лютого 2022 у Wayback Machine.]  |
| Jumpertrek        | Cinzia™               | Італія     | [Архівовано 1 серпня 2015 у Wayback Machine.]  |

## K
| Компанія-виробник       | Торгові марки                                                                             | Країна               | Офіційний сайт                                  |
| ----------------------- | ----------------------------------------------------------------------------------------- | -------------------- | ----------------------------------------------- |
| K2 Bike (K2)            |                                                                                           | США                  |                                                 |
| Kalkhoff                |                                                                                           | Німеччина            | [Архівовано 10 лютого 2022 у Wayback Machine.]  |
| Kawamura Cycles         | Nishiki™                                                                                  | Японія               |                                                 |
| Kettler GmbH            | Kettler™                                                                                  | Німеччина            | [Архівовано 8 липня 2006 у Wayback Machine.]    |
| Kelly Bike Company      |                                                                                           | США                  | [Архівовано 6 червня 2017 у Wayback Machine.]   |
| Kellys                  |                                                                                           | Словаччина           | [Архівовано 13 грудня 2010 у Wayback Machine.]  |
| Kent International Inc. | Cadillac Bikes™, GMC Bikes™, Razor Bikes™, Jeep Bikes™, Rainbow Brite Bikes™              | США                  | [Архівовано 23 жовтня 2015 у Wayback Machine.]  |
| Kestrel                 |                                                                                           | США                  | [Архівовано 3 вересня 2017 у Wayback Machine.]  |
| KHS Bicycle Inc.        | KHS™, Manhattan™, FreeAgent™                                                              | США                  | [Архівовано 22 березня 2022 у Wayback Machine.] |
| Kia Motors              |                                                                                           | Південна Корея       |                                                 |
| Kickbike                |                                                                                           | Фінляндія            | [Архівовано 16 жовтня 2019 у Wayback Machine.]  |
| Kinesis Industry        | Diamondback™, Felt Bicycles™, GT Bicycles™, Schwinn™, Jamis™, K2™, Raleigh™, Trek™, Kona™ | Китайська Республіка | [Архівовано 3 вересня 2017 у Wayback Machine.]  |
| Knolly bikes            |                                                                                           | Канада               | [Архівовано 24 лютого 2022 у Wayback Machine.]  |
| Kleinebenne GmbH        | Patria™                                                                                   | Німеччина            | [Архівовано 1 липня 2016 у Wayback Machine.]    |
| Koga                    |                                                                                           | Нідерланди           | [Архівовано 17 липня 2008 у Wayback Machine.]   |
| Kokotis A. Bros S.A.    | ORIENT™                                                                                   | Греція               | [Архівовано 31 березня 2015 у Wayback Machine.] |
| Kona Bicycle Company    | KONA™                                                                                     | Канада               | [Архівовано 2 вересня 2017 у Wayback Machine.]  |
| Koxx (K-124 Group)      |                                                                                           | Франція              | [Архівовано 27 січня 2021 у Wayback Machine.]   |
| Kross                   |                                                                                           | Польща               | [Архівовано 1 березня 2019 у Wayback Machine.]  |
| KTM                     | KTM™                                                                                      | Австрія              | [Архівовано 16 серпня 2013 у Wayback Machine.]  |
| Kuwahara                |                                                                                           | Японія               | [Архівовано 3 вересня 2017 у Wayback Machine.]  |

## L
| Компанія-виробник    | Торгові марки | Країна  | Офіційний сайт                                  |
| -------------------- | ------------- | ------- | ----------------------------------------------- |
| LAPIERRE SA          | Lapierre™     | Франція | [Архівовано 4 вересня 2017 у Wayback Machine.]  |
| LEADER FOX           |               | Чехія   | [Архівовано 25 січня 2012 у Wayback Machine.]   |
| LeMond Racing Cycles |               | США     | [Архівовано 31 травня 2020 у Wayback Machine.]  |
| Lightning Bikes      |               | США     | [Архівовано 13 вересня 2017 у Wayback Machine.] |
| Litespeed            |               | США     | [Архівовано 7 вересня 2017 у Wayback Machine.]  |
| LOOK CYCLE           |               | Франція | [Архівовано 12 вересня 2012 у Wayback Machine.] |
| LORAK BIKES Co. Ltd. | LORAK™        | Франція | [Архівовано 19 липня 2019 у Wayback Machine.]   |

## M
| Компанія-виробник                | Торгові марки        | Країна               | Офіційний сайт                                   |
| -------------------------------- | -------------------- | -------------------- | ------------------------------------------------ |
| Madison                          | Saracen™, Ridgeback™ | Велика Британія      | [Архівовано 3 вересня 2017 у Wayback Machine.]   |
| Malvern Star                     |                      | Австралія            | [Архівовано 3 вересня 2017 у Wayback Machine.]   |
| Marin Bikes                      |                      | США                  | [Архівовано 10 вересня 2017 у Wayback Machine.]  |
| Masi Bicycles                    |                      | США                  | [Архівовано 4 вересня 2017 у Wayback Machine.]   |
| Matra Manufacturing & Services   |                      | Франція              |                                                  |
| Melon bicycles, Inc.             |                      | США                  | [Архівовано 10 червня 2021 у Wayback Machine.]   |
| Mercian Cycles                   |                      | Велика Британія      | [Архівовано 14 липня 2011 у Wayback Machine.]    |
| Merida Industry Co., Ltd         |                      | Китайська Республіка | [Архівовано 5 грудня 2018 у Wayback Machine.]    |
| Merida & Centurion Germany GmbH  |                      | Німеччина            | [Архівовано 2 жовтня 2017 у Wayback Machine.]    |
| MIFA Mitteldeutsche Fahrradwerke |                      | Німеччина            | [Архівовано 4 листопада 2017 у Wayback Machine.] |
| Ming Cycle                       | Strida™              | Велика Британія      | [Архівовано 4 вересня 2017 у Wayback Machine.]   |
| Mission Cycles                   |                      | Велика Британія      | [Архівовано 3 вересня 2017 у Wayback Machine.]   |
| Miyata Cycle Co. Ltd.            |                      | Японія               | [Архівовано 3 вересня 2017 у Wayback Machine.]   |
| Monark                           |                      | Швеція               | [Архівовано 25 вересня 2001 у Wayback Machine.]  |
| Mongoose                         |                      | США                  | [Архівовано 25 березня 2022 у Wayback Machine.]  |
| Montague Corporation             |                      | США                  | [Архівовано 20 вересня 2017 у Wayback Machine.]  |
| Monty                            |                      | Іспанія              | [Архівовано 24 квітня 2017 у Wayback Machine.]   |
| Moots Cycles                     |                      | США                  | [Архівовано 4 вересня 2017 у Wayback Machine.]   |
| Motobécane                       |                      | Франція              | [Архівовано 3 вересня 2017 у Wayback Machine.]   |
| Moulton Bicycle Company          |                      | Велика Британія      | [Архівовано 21 серпня 2017 у Wayback Machine.]   |
| Mountain Cycle Inc.              |                      | США                  | [Архівовано 28 серпня 2021 у Wayback Machine.]   |
| Mrazek                           |                      | Чехія                |                                                  |
| Museeuw                          |                      | Бельгія              |                                                  |
| Muesing                          |                      | Німеччина            |                                                  |

## N
| Компанія-виробник        | Торгові марки | Країна               | Офіційний сайт                                  |
| ------------------------ | ------------- | -------------------- | ----------------------------------------------- |
| Neil Pryde               |               | Гонконг              |                                                 |
| Neobike                  |               | Китайська Республіка | [Архівовано 3 вересня 2017 у Wayback Machine.]  |
| Nicolai                  |               | Німеччина            | [Архівовано 29 грудня 2014 у Wayback Machine.]  |
| Nikos Maniatopoulos S.A. |               | Греція               | [Архівовано 3 вересня 2017 у Wayback Machine.]  |
| Nishiki                  |               | США                  |                                                 |
| Norco Performance Bikes  |               | Канада               | [Архівовано 24 березня 2022 у Wayback Machine.] |
| Nomad                    | Nomad™        | Казахстан            | [Архівовано 3 вересня 2017 у Wayback Machine.]  |
| Nordway                  |               | Росія                | [Архівовано 16 січня 2019 у Wayback Machine.]   |
| NS Bikes                 |               | Польща               | [Архівовано 3 вересня 2017 у Wayback Machine.]  |

## O

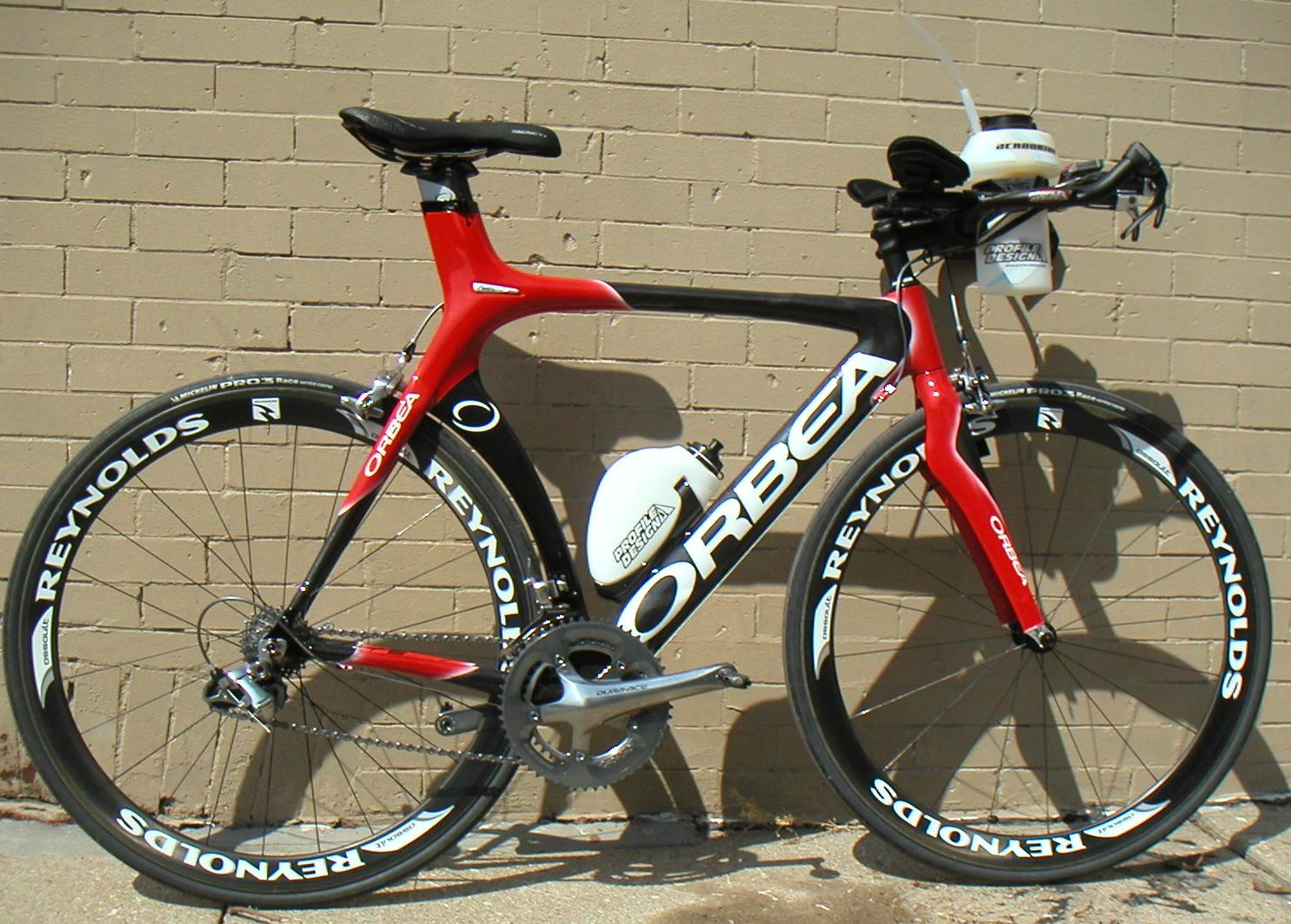
Велосипед компанії Orbea

| Компанія-виробник             | Торгові марки | Країна          | Офіційний сайт                                    |
| ----------------------------- | ------------- | --------------- | ------------------------------------------------- |
| Olimpia Bicycles Ltd.         | Gepida™       | Угорщина        | [Архівовано 17 вересня 2017 у Wayback Machine.]   |
| Olmo                          |               | Італія          | [Архівовано 13 вересня 2017 у Wayback Machine.]   |
| Olpran                        |               | Чехія           | [Архівовано 7 березня 2021 у Wayback Machine.]    |
| Olson International, Inc.     | Valdora™      | США             | [Архівовано 4 вересня 2017 у Wayback Machine.]    |
| Opelit                        |               | Німеччина       | [Архівовано 3 вересня 2017 у Wayback Machine.]    |
| Orange Mountain Bikes Limited |               | Велика Британія | [Архівовано 15 листопада 2017 у Wayback Machine.] |
| Orbea                         | IDEAL™        | Іспанія         | [Архівовано 29 липня 2011 у Wayback Machine.]     |
| Órbita bicycles               |               | Португалія      | [Архівовано 3 вересня 2017 у Wayback Machine.]    |
| Orient Bikes                  |               | Греція          | [Архівовано 4 вересня 2017 у Wayback Machine.]    |
| ORIGIN-8                      |               | США             |                                                   |

## P
| Компанія-виробник    | Торгові марки               | Країна               | Офіційний сайт                                  |
| -------------------- | --------------------------- | -------------------- | ----------------------------------------------- |
| Pacific Cycles       |                             | Китайська Республіка | [Архівовано 11 вересня 2017 у Wayback Machine.] |
| Panther Fahrradwerke |                             | Німеччина            | [Архівовано 3 березня 2022 у Wayback Machine.]  |
| Pashley Cycles       |                             | Велика Британія      | [Архівовано 13 березня 2022 у Wayback Machine.] |
| Pegas                |                             | Румунія              | [Архівовано 4 вересня 2017 у Wayback Machine.]  |
| Peugeot              |                             | Франція              | [Архівовано 7 січня 2010 у Wayback Machine.]    |
| Pinarello            | DOGMA™                      | Італія               | [Архівовано 3 вересня 2017 у Wayback Machine.]  |
| Pivot Cycles         |                             | США                  | [Архівовано 1 вересня 2017 у Wayback Machine.]  |
| Planet X Ltd         | Planet-x™, On One™          | Велика Британія      |                                                 |
| Polygon Bikes        |                             | Індонезія            | [Архівовано 4 вересня 2017 у Wayback Machine.]  |
| Pride Bikes          |                             | Україна              | [Архівовано 7 вересня 2017 у Wayback Machine.]  |
| Probicyclegroup      | CYCLONE™, WINNER™, KINETIC™ | Україна              | [Архівовано 24 квітня 2019 у Wayback Machine.]  |
| Procycle Group Inc.  | Rocky Mountain™, Miele™     | Канада               | [Архівовано 31 серпня 2017 у Wayback Machine.]  |
| Prophete             |                             | Німеччина            | [Архівовано 1 вересня 2017 у Wayback Machine.]  |
| Puch                 |                             | Австрія              | [Архівовано 14 вересня 2008 у Wayback Machine.] |
| Principia            |                             | Данія                |                                                 |

## Q
| Компанія-виробник        | Торгові марки                                                                               | Країна | Офіційний сайт                                  |
| ------------------------ | ------------------------------------------------------------------------------------------- | ------ | ----------------------------------------------- |
| Quadracycle, Inc         |                                                                                             | США    | [Архівовано 19 вересня 2017 у Wayback Machine.] |
| Quality Bicycle Products | All City™, Civia™, Dimension™, Handspun™, Problem Solvers™, Salsa Cycles™, Surly™, Winwood™ | США    | [Архівовано 23 серпня 2017 у Wayback Machine.]  |
| Quintana Roo             |                                                                                             | США    | [Архівовано 27 серпня 2017 у Wayback Machine.]  |

## R
| Компанія-виробник            | Торгові марки      | Країна          | Офіційний сайт                                    |
| ---------------------------- | ------------------ | --------------- | ------------------------------------------------- |
| Rabasa Cycles                | Rabasa™            | Іспанія         | [Архівовано 4 вересня 2017 у Wayback Machine.]    |
| Radio Flyer                  |                    | США             | [Архівовано 4 вересня 2017 у Wayback Machine.]    |
| Radon                        |                    | Німеччина       | [Архівовано 3 вересня 2017 у Wayback Machine.]    |
| Raleigh UK Limited           | Raleigh™, Triumph™ | Велика Британія | [Архівовано 8 червня 2020 у Wayback Machine.]     |
| RandyRossStepper Corp.       |                    | США             | [Архівовано 4 вересня 2017 у Wayback Machine.]    |
| Redline Bicycles             |                    | США             | [Архівовано 23 березня 2022 у Wayback Machine.]   |
| Richard Sachs Cycles         |                    | США             | [Архівовано 7 вересня 2017 у Wayback Machine.]    |
| Ridgeback                    |                    | Велика Британія | [Архівовано 4 вересня 2017 у Wayback Machine.]    |
| Ridley Bikes                 |                    | Бельгія         | [Архівовано 17 листопада 2020 у Wayback Machine.] |
| Riese und Müller GmbH        |                    | Німеччина       |                                                   |
| RIH                          |                    | Нідерланди      | [Архівовано 4 вересня 2017 у Wayback Machine.]    |
| Rivendell Bicycle Works      |                    | США             | [Архівовано 24 серпня 2017 у Wayback Machine.]    |
| RIXE Bikes Derby Cycle Werke | Rixe™              | Німеччина       | [Архівовано 16 травня 2021 у Wayback Machine.]    |
| Roadmaster                   |                    | Канада          | [Архівовано 4 вересня 2017 у Wayback Machine.]    |
| Roberts Cycles               |                    | Велика Британія | [Архівовано 7 вересня 2017 у Wayback Machine.]    |
| Rodriguez Bicycles           |                    | США             | [Архівовано 27 серпня 2017 у Wayback Machine.]    |
| Rocky Mountain               |                    | Канада          | [Архівовано 5 вересня 2017 у Wayback Machine.]    |
| Romet                        | Romet Jaguar™      | Польща          | [Архівовано 9 березня 2017 у Wayback Machine.]    |
| ROSE Bikes                   |                    | Німеччина       | [Архівовано 4 вересня 2017 у Wayback Machine.]    |
| Rowbike                      |                    | США             | [Архівовано 4 вересня 2017 у Wayback Machine.]    |
| Rymarbike                    |                    | Україна         | [Архівовано 12 червня 2021 у Wayback Machine.]    |

## S
| Компанія-виробник              | Торгові марки                                                                          | Країна          | Офіційний сайт                                  |
| ------------------------------ | -------------------------------------------------------------------------------------- | --------------- | ----------------------------------------------- |
| Samchuly Co. Ltd.              |                                                                                        | Південна Корея  | [Архівовано 5 грудня 2018 у Wayback Machine.]   |
| Santa Cruz Bicycles            |                                                                                        | США             | [Архівовано 25 липня 2013 у Wayback Machine.]   |
| Santana Cycles, Inc.           |                                                                                        | США             | [Архівовано 26 серпня 2017 у Wayback Machine.]  |
| SCOTT Sports SA                | Scott™                                                                                 | США             | [Архівовано 25 березня 2022 у Wayback Machine.] |
| Serotta                        |                                                                                        | США             | [Архівовано 4 вересня 2017 у Wayback Machine.]  |
| Seven Cycles, Inc.             |                                                                                        | США             | [Архівовано 7 вересня 2017 у Wayback Machine.]  |
| Shimano                        |                                                                                        | Японія          | [Архівовано 3 вересня 2017 у Wayback Machine.]  |
| Sinclair Research Limited      |                                                                                        | Велика Британія | [Архівовано 8 лютого 2010 у Wayback Machine.]   |
| Sintema Sport s.r.l.           | Kuota™                                                                                 | Італія          |                                                 |
| Sintesi                        |                                                                                        | Італія          | [Архівовано 11 вересня 2017 у Wayback Machine.] |
| Slingshot Bicycle Company      |                                                                                        | США             | [Архівовано 29 серпня 2017 у Wayback Machine.]  |
| Somec Srl                      |                                                                                        | Італія          | [Архівовано 30 серпня 2017 у Wayback Machine.]  |
| Soulcraft Cycles               | Soulcraft™                                                                             | США             | [Архівовано 1 жовтня 2021 у Wayback Machine.]   |
| Specialized Bicycle Components | Stumpjumper™, Epic™, Sirrus™, Shiv™, Crux™, Rockhopper™, Fatboy™, Myka™, Globe Daily™… | США             | [Архівовано 24 вересня 2020 у Wayback Machine.] |
| Spot brand                     |                                                                                        | США             | [Архівовано 21 вересня 2017 у Wayback Machine.] |
| Stark                          |                                                                                        | Росія           | [Архівовано 25 березня 2022 у Wayback Machine.] |
| Stinger Bicycles Ltd.          |                                                                                        | Фіджі           | [Архівовано 24 вересня 2017 у Wayback Machine.] |
| Storck Bicycle GmbH            |                                                                                        | Німеччина       | [Архівовано 9 січня 2014 у Wayback Machine.]    |
| Strida                         |                                                                                        | Велика Британія | [Архівовано 4 вересня 2017 у Wayback Machine.]  |
| Surly bikes                    |                                                                                        | США             | [Архівовано 2 вересня 2017 у Wayback Machine.]  |
| Suzuki Motor Corporation       |                                                                                        | Японія          | [Архівовано 5 лютого 2011 у Wayback Machine.]   |
| Syntace                        |                                                                                        | Німеччина       | [Архівовано 7 вересня 2017 у Wayback Machine.]  |

## T
| Компанія-виробник                | Торгові марки                                                                           | Країна               | Офіційний сайт                                   |
| -------------------------------- | --------------------------------------------------------------------------------------- | -------------------- | ------------------------------------------------ |
| Tern                             |                                                                                         | Китайська Республіка | [Архівовано 20 липня 2017 у Wayback Machine.]    |
| Terry Precision Cycling          |                                                                                         | США                  | [Архівовано 4 вересня 2017 у Wayback Machine.]   |
| Time Sport International         | Time™                                                                                   | Франція              | [Архівовано 2 вересня 2017 у Wayback Machine.]   |
| Titan Bike                       | Titan™                                                                                  | Україна, Харків      | [Архівовано 23 березня 2022 у Wayback Machine.], |
| Tomac Bikes                      |                                                                                         | США                  |                                                  |
| Torelli                          |                                                                                         | США                  | [Архівовано 4 вересня 2017 у Wayback Machine.]   |
| Transition bikes                 |                                                                                         | США                  | [Архівовано 4 вересня 2017 у Wayback Machine.]   |
| Trek Bicycle Corporation         | Trek Bikes™, Klein Bikes™, Gary Fisher Bikes™, LeMond™, Diamant Bikes™, Villiger Bikes™ | США                  | [Архівовано 12 серпня 2010 у Wayback Machine.]   |
| Tsunoda Bicycle Corporation      | Lotus™                                                                                  | Японія               | [Архівовано 22 вересня 2017 у Wayback Machine.]  |
| Tube Investments of India Ltd.   | BSA™, Hercules™                                                                         | Індія                | [Архівовано 15 квітня 2021 у Wayback Machine.]   |
| Tunturi                          |                                                                                         | Фінляндія            | [Архівовано 4 вересня 2017 у Wayback Machine.]   |
| Turner Suspension Bicycles, Inc. |                                                                                         | США                  | [Архівовано 19 березня 2022 у Wayback Machine.]  |

## U
| Компанія-виробник | Торгові марки       | Країна          | Офіційний сайт                                 |
| ----------------- | ------------------- | --------------- | ---------------------------------------------- |
| Universal Cycles  | MuddyFox, SilverFox | Велика Британія | [Архівовано 3 червня 2017 у Wayback Machine.]  |
| Utopia velo gmbh  | Utopia              | Німеччина       | [Архівовано 4 вересня 2017 у Wayback Machine.] |

## V
| Компанія-виробник | Торгові марки                                       | Країна               | Офіційний сайт                                  |
| ----------------- | --------------------------------------------------- | -------------------- | ----------------------------------------------- |
| Van Dessel Sports |                                                     | США                  | [Архівовано 4 вересня 2017 у Wayback Machine.]  |
| Van Nicholas      |                                                     | Нідерланди           | [Архівовано 17 травня 2020 у Wayback Machine.]  |
| Velocite Bikes    |                                                     | Китайська Республіка | [Архівовано 4 вересня 2017 у Wayback Machine.]  |
| Velomotors        |                                                     | Росія                | [Архівовано 4 вересня 2017 у Wayback Machine.]  |
| VéloSoleX         | Solex™                                              | Франція              | [Архівовано 6 вересня 2017 у Wayback Machine.]  |
| Velotrade         | Dorozhnik™, Discovery™, Leon™, Formula™, Optima™,.. | Україна              | [Архівовано 4 березня 2021 у Wayback Machine.]  |
| Velo Vie LLC      |                                                     | США                  | [Архівовано 4 вересня 2017 у Wayback Machine.]  |
| Ventana           |                                                     | США                  | [Архівовано 15 березня 2022 у Wayback Machine.] |
| Victoria          |                                                     | Німеччина            | [Архівовано 17 вересня 2017 у Wayback Machine.] |
| Villy Custom      |                                                     | США                  | [Архівовано 4 вересня 2017 у Wayback Machine.]  |
| Viner             |                                                     | Італія               |                                                 |
| Vitus             |                                                     | Франція              | [Архівовано 26 грудня 2019 у Wayback Machine.]  |
| Volae             |                                                     | США                  | [Архівовано 28 серпня 2017 у Wayback Machine.]  |
| Volagi            |                                                     | Велика Британія      |                                                 |

## W
| Компанія-виробник                | Торгові марки | Країна          | Офіційний сайт                                 |
| -------------------------------- | ------------- | --------------- | ---------------------------------------------- |
| Waterford Precision Cycles, Inc. |               | США             | [Архівовано 11 травня 2020 у Wayback Machine.] |
| WeThePeople                      |               | Німеччина       | [Архівовано 4 вересня 2017 у Wayback Machine.] |
| Wilderness Trail Bikes           |               | США             | [Архівовано 31 серпня 2017 у Wayback Machine.] |
| Wilier Triestina                 | Wilier™       | Італія          | [Архівовано 4 вересня 2017 у Wayback Machine.] |
| Witcomb Cycles                   |               | Велика Британія | [Архівовано 4 вересня 2017 у Wayback Machine.] |
| Wittson Custom Ti Cycles         |               | Литва           | [Архівовано 4 вересня 2017 у Wayback Machine.] |
| Worksman Cycles                  |               | США             | [Архівовано 23 серпня 2017 у Wayback Machine.] |
| Wheeler                          |               | Німеччина       | [Архівовано 25 січня 2022 у Wayback Machine.]  |
| Whyte Bikes                      |               | Велика Британія | [Архівовано 4 вересня 2017 у Wayback Machine.] |

## X
| Компанія-виробник | Торгові марки | Країна | Офіційний сайт                                 |
| ----------------- | ------------- | ------ | ---------------------------------------------- |
| Xootr             |               | США    | [Архівовано 4 вересня 2017 у Wayback Machine.] |
| Xprezo            |               | Канада |                                                |

## Y

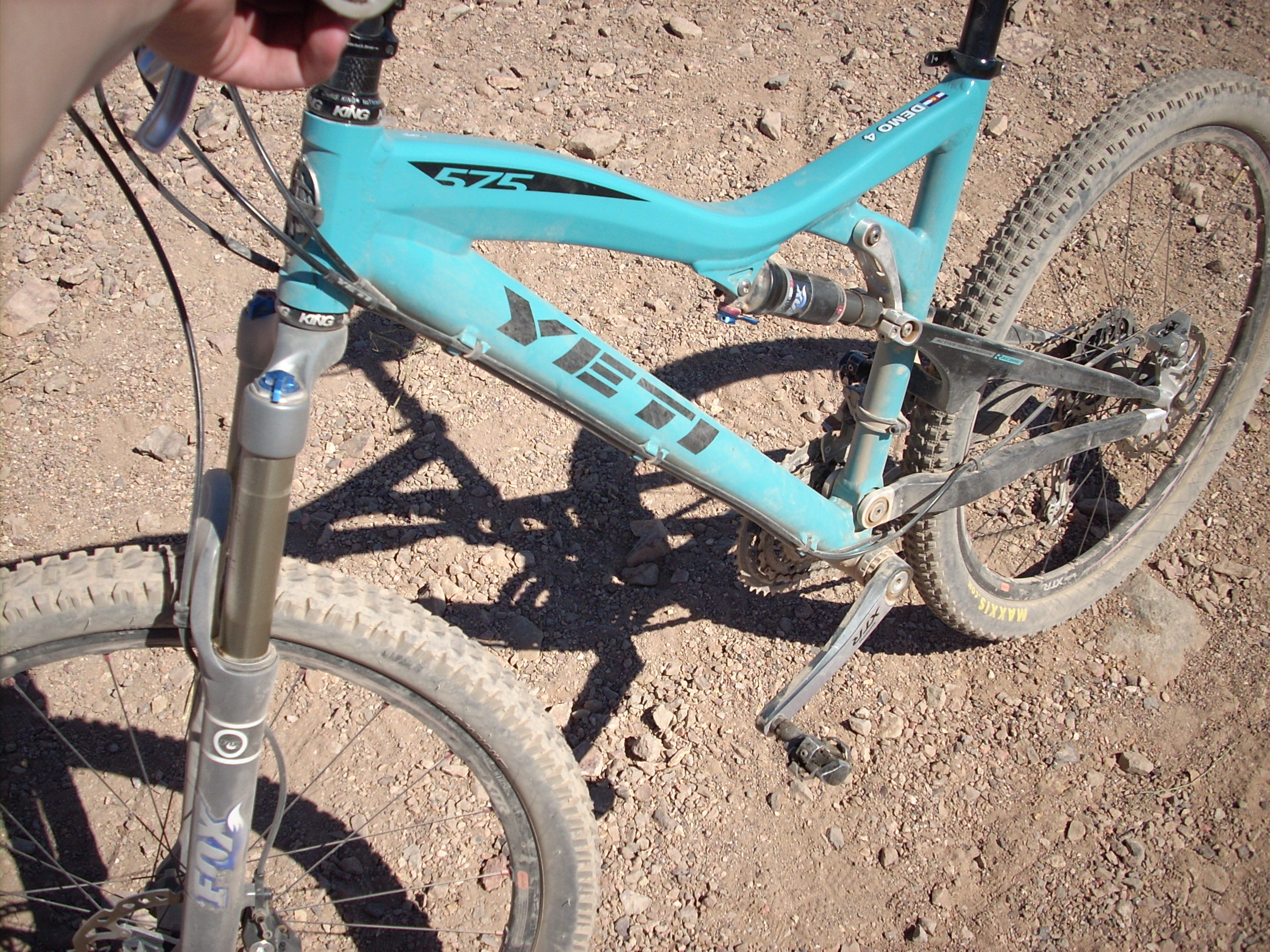
Велосипед компанії Yeti Cycles

| Компанія-виробник    | Торгові марки | Країна | Офіційний сайт                                    |
| -------------------- | ------------- | ------ | ------------------------------------------------- |
| Yamaha Motor Company |               | Японія | [Архівовано 19 листопада 2017 у Wayback Machine.] |
| Yamaguchi Bicycles   |               | США    | [Архівовано 7 вересня 2017 у Wayback Machine.]    |
| Yeti Cycles          |               | США    | [Архівовано 3 вересня 2017 у Wayback Machine.]    |

## Z
| Компанія-виробник | Торгові марки | Країна | Офіційний сайт                                 |
| ----------------- | ------------- | ------ | ---------------------------------------------- |
| Zigo              |               | США    | [Архівовано 5 вересня 2017 у Wayback Machine.] |

## 3
| Компанія-виробник | Торгові марки | Країна | Офіційний сайт                               |
| ----------------- | ------------- | ------ | -------------------------------------------- |
| 3T Cycling        | Ardis™        | Італія | [Архівовано 8 липня 2017 у Wayback Machine.] |

## А
| Компанія-виробник | Торгові марки | Країна  | Офіційний сайт                                 |
| ----------------- | ------------- | ------- | ---------------------------------------------- |
| Ардіс             | Ardis™        | Україна | [Архівовано 4 вересня 2017 у Wayback Machine.] |

## В
| Компанія-виробник          | Торгові марки             | Країна  | Офіційний сайт                                                   |
| -------------------------- | ------------------------- | ------- | ---------------------------------------------------------------- |
| ВЕЛОМОТО                   | AZIMUT™, САЛЮТ™, MUSTANG™ | Україна | [Архівовано 13 вересня 2017 у Wayback Machine.]                  |
| Веломоторс                 | STELS™                    | Росія   | www.velomotors.ru [Архівовано 4 вересня 2017 у Wayback Machine.] |
| ВЕЛОТРЕЙД → див. Velotrade |                           | Україна |                                                                  |

## П
| Компанія-виробник            | Торгові марки                                       | Країна | Офіційний сайт |
| ---------------------------- | --------------------------------------------------- | ------ | -------------- |
| Пермський велосипедний завод | Кама™, Урал™, Фрегат™, BMR™, Бумер™, Скаут™, Парма™ | Росія  |                |

## С

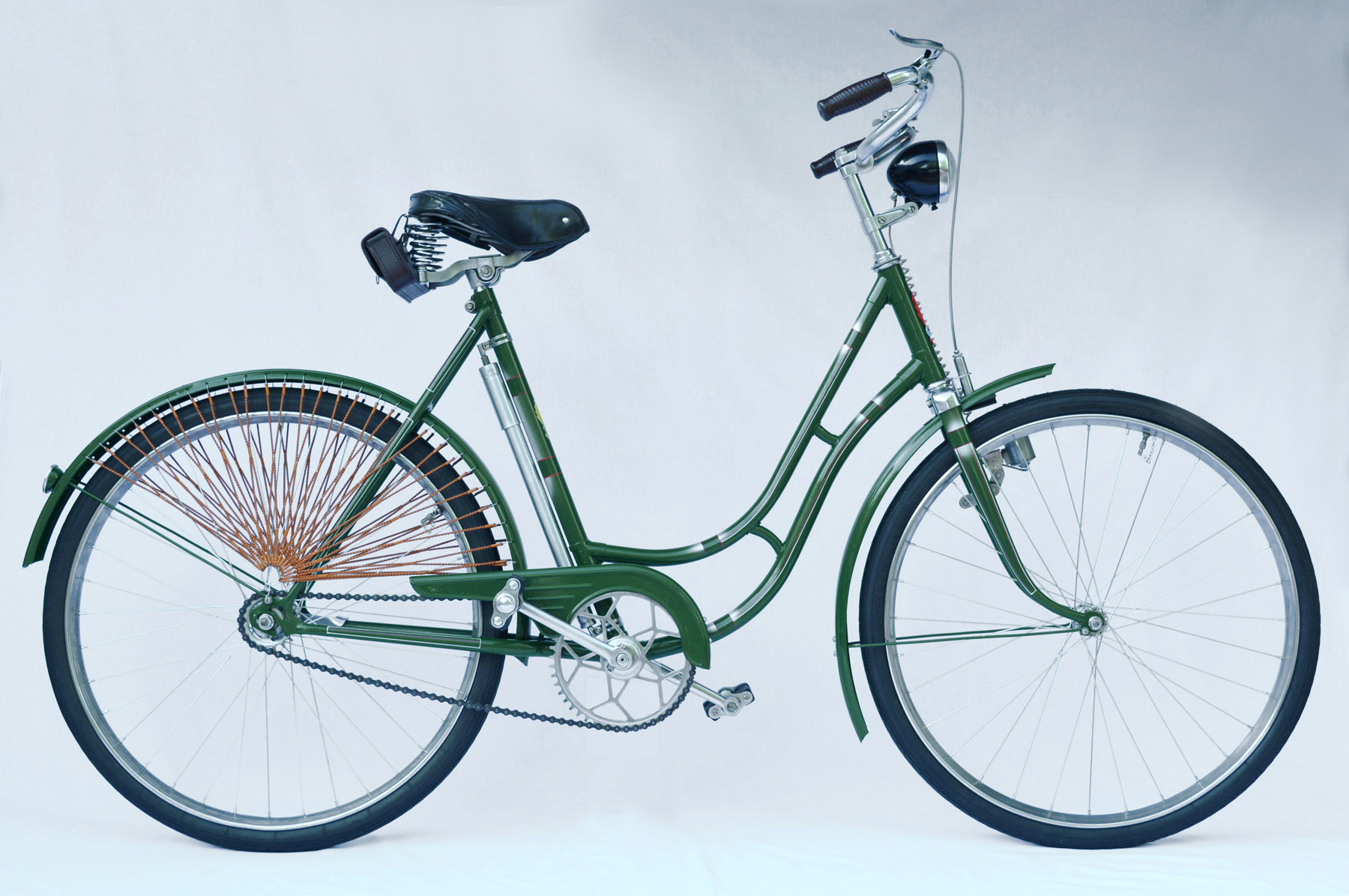
Велосипед Харківського велосипедного заводу

| Компанія-виробник             | Торгові марки                     | Країна | Офіційний сайт                                 |
| ----------------------------- | --------------------------------- | ------ | ---------------------------------------------- |
| Саранський механічний завод   | Конек-Горбунок™, Чемпион™, Мечта™ | Росія  | [Архівовано 4 вересня 2017 у Wayback Machine.] |
| Сибірський велосипедний завод | Сибирь™, Круиз™                   | Росія  | [Архівовано 4 вересня 2017 у Wayback Machine.] |
| Стефі-Вело → див. Forvard     |                                   | Росія  |                                                |

## Х
| Компанія-виробник              | Торгові марки | Країна  | Офіційний сайт                                 |
| ------------------------------ | --- | ------- | ---------------------------------------------- |
| Харківський велосипедний завод | більше ніж 20 моделей, серед яких культові: Україна™, Турист™, Спутник™, Харьков™, Старт™, Спорт™, Чемпіон-шосе™, Рекорд™, Орленок™, Ласточка™, Космонавт™… | Україна | [Архівовано 4 вересня 2017 у Wayback Machine.] |